# Projeto de Milton C. Ghiraldini para o Plano Piloto de Brasília

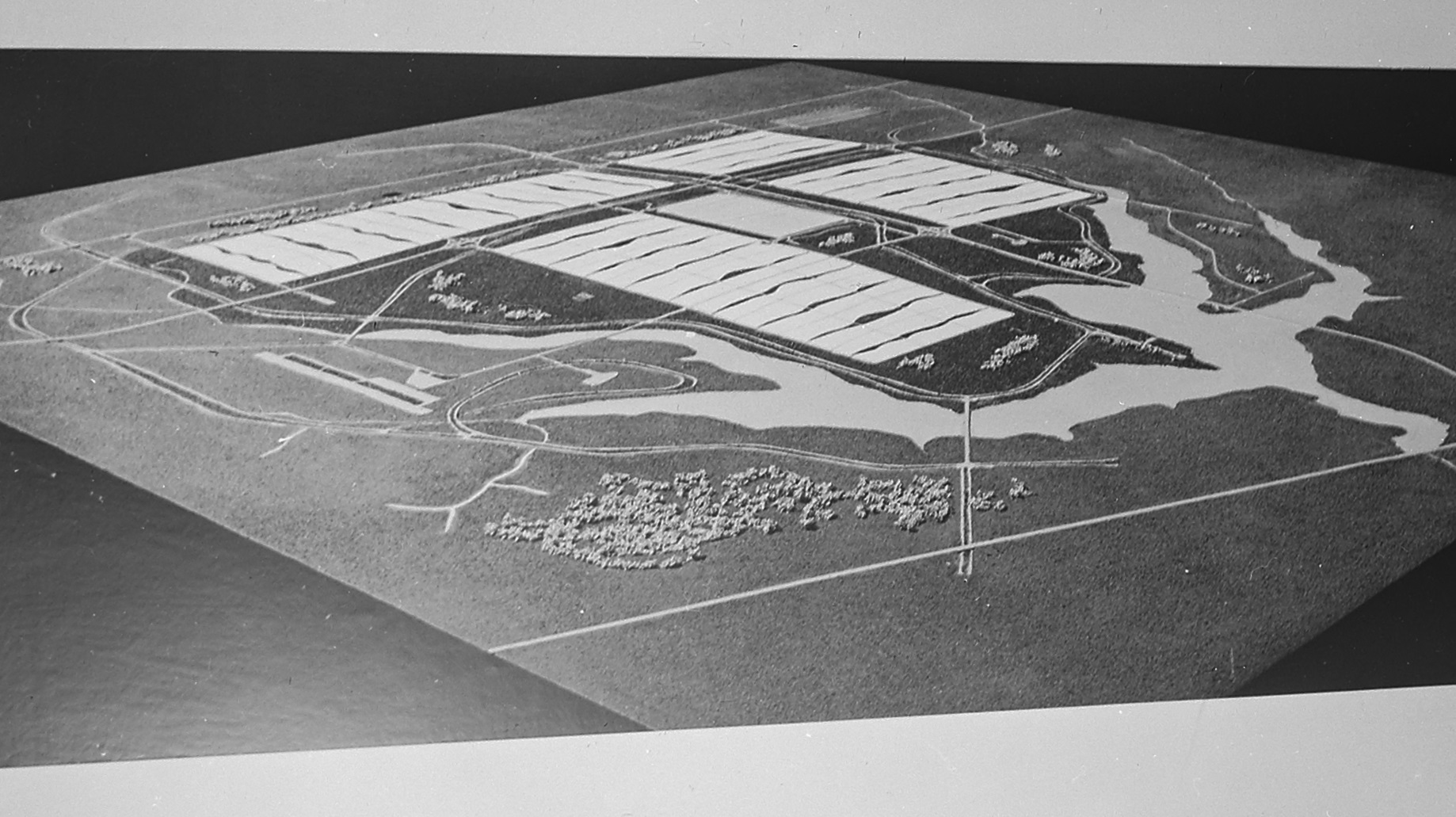
A Proposta de Ghiraldini para o Plano Piloto, em 1957. Imagem do Arquivo Nacional.

O Projeto de Milton C. Ghiraldini para o Plano Piloto de Brasília foi um dos projetos submetidos ao Concurso Nacional do Plano Piloto da Nova Capital do Brasil, feito com a Construtécnica S/A. Diferente de outras, propunha uma cidade com características de cidade-jardim, em um meio termo entre campo e cidade.
O projeto da Construtécnica terminou o concurso, que seria vencido pela proposta de Lúcio Costa, no quinto lugar entre as 26 propostas submetidas, empatado com outras duas equipes, a de Henrique E. Mindlin e Giancarlo Palanti e de Carlos Cascaldi, João Vilanova Artigas, Mário Wagner Vieira da Cunha e Paulo de Camargo e Almeida.

## Antecedentes
A transferência da capital federal do Rio de Janeiro para uma nova cidade no Planalto Central havia se tornado a meta-síntese do governo do presidente Juscelino Kubitschek. Tendo vencido as resistências políticas e as burocracias, o presidente pediu a Oscar Niemeyer, seu arquiteto de confiança, que projetasse a nova capital. Entretando, Niemeyer não quis fazer o projeto urbanístico, ficando apenas com os edifícios. Para projetar a cidade, ele sugere a criação de um concurso nacional com a participação do Instituto de Arquitetos do Brasil, o que é aceito por Juscelino.
Assim, em 1956 foi criada a Comissão de Planejamento da Construção e da Mudança da Nova Capital Federal, que anunciou o Concurso Nacional do Plano Piloto da Nova Capital do Brasil, com o edital da Companhia Urbanizadora da Nova Capital (Novacap) estabelecendo as regras que incluíam, por exemplo, que a cidade fosse projetada para 500 mil habitantes e a localização da área de cinco mil quilômetros quadrados. 62 concorrentes participaram do concurso, com 26 propostas apresentadas, entre elas da equipe de Milton C. Ghiraldini. Ela era era formada pelos arquitetos Clovis Felipe Olga, Nestor Lindenberg, Manoel da S. Machado e Wilson Maia Fina, além dos engenheiros Milton A. Peixoto e Rubens Gennari e dos desenhistas Cid Affonso Rodrigues, Wanda de Barros Brisolla, Tanaka Kumiko, Helio Chiossi, Claudio Cianciarullo. Domingos Boaventura Borghese era responsável pelas montagens.

## Proposta
O projeto de Milton C. Ghiraldini procura articular a cidade a sua região, com um cinturão verde e zonas rurais próximas a zona central para o abastecimento. Essas zonas e suas cooperativas concentrariam serviços de saúde, de educação, lazer, religião, esporte e comunidade. A proposta tentava articular o habitar, trabalhar, circular e recrear, setorizando fortemente cada parte, como era típico da arquitetura moderna, mas com a influência das ideias do CEPEU, um órgão de assessoria em planejamento para prefeituras que funcionava junto a Faculdade de Arquitetura e Urbanismo da Universidade de São Paulo, onde os conceitos da cidade-jardim e da unidade de vizinhança americana tinham muita força.
A zona central urbana seria composta pelo centro administrativo governamental, com uma segunda zona administrativa voltada aos prédios de ministérios e embaixadas, e com mais duas zonas, cultural e comercial, fechando a zona central. Em torno desse centro ficariam as quatro superquadras, que seriam gigantescas e tinham um parque interior. O projeto, no entanto, previa um máximo de 200 mil habitantes.

## Críticas

### Júri
O júri gostou da proposta rural, mas considerou que o projeto "não tinha caráter de um capital", criticando as estradas fora da malha central e as ferrovias, a simplificação do zoneamento, com apenas três zonas diferentes centrais e todas as outras iguais com baixa densidade habitacional, visto que o edital pedia uma cidade para meio milhão de pessoas.